# Пјанларго (Болцано)
Пјанларго (итал. Pianlargo) је насеље у Италији у округу Болцано, региону Трентино-Јужни Тирол.
Према процени из 2011. у насељу је живело 15 становника. Насеље се налази на надморској висини од 1036 м.